# 伊莫斯基足球會
伊莫斯基足球會（NK Imotski）是一支位於克羅地亞伊莫茨基的職業足球會，目前於克羅地亞足球丙級聯賽角逐。

## 外部連結
- Official website （页面存档备份，存于） （克羅埃西亞文）
- NK Imotski （页面存档备份，存于） at Nogometni magazin （克羅埃西亞文）